# Pedrinhas
Pedrinhas est une municipalité brésilienne située dans l'État du Sergipe.